# José Antonio Soffia
José Antonio Soffia Argomedo (Santiago, Chile, 22 de septiembre de 1843-Bogotá, Colombia, 10 de marzo de 1886) fue un poeta, político y diplomático chileno.

## Biografía

### Familia y estudios
Hijo de Antonio Hilarión Soffia Escandón y de Josefa Argomedo González, sobrino de José Tomás Argomedo González y nieto del patriota José Gregorio Argomedo. Se casó con Lastenia Soffia.
Sus primeros estudios los realizó en el Colegio San Luis de Santiago; más tarde se trasladó con sus padres a Valparaíso, donde continuó sus estudios en el Colegio de los Sagrados Corazones entre 1854 y 1855; al año siguiente regresó a Santiago y los continuó en el Instituto Nacional y fue alumno particular de Andrés Bello.

### Vida pública
Fue uno de los principales representante del romanticismo literario en la lírica chilena, junto con poetas como Guillermo Blest Gana, Guillermo Matta y Eusebio Lillo. Fue director de la Biblioteca Nacional de Chile entre 1867 y 1870.
Su obra más recordada es el poema Las dos hermanas: Recuerdos del Magdalena, aparecido en el Papel Periódico Ilustrado en 1884, que posteriormente fue musicalizado y pasó a formar parte del cancionero popular de Chile, donde fue más conocido como «Río, río».
Como político, de la corriente liberal, fue intendente de Aconcagua (1870), diputado suplente por Petorca (1870-1873); a la calificación se presentaron dobles poderes: unos que favorecían a Ruperto Ovalle y Pablo Flores, para propietarios y José Antonio Soffia, para suplente y otros, a Ambrosio Montt y Ramón Cerda y Concha, para propietarios, y a Miguel Cruchaga para suplente.
Diputado suplente por Petorca, periodo 1873-1876; falleció el diputado propietario, Fernando Urízar Garfias.
Diputado suplente por Petorca, periodo 1879-1882; también fue electo suplente por Osorno. 
José Antonio Soffia Argomedo murió ejerciendo como ministro representante de Chile ante Colombia.

## Obras
- Canto a O'Higgins: con motivo de la traslación de sus restos a Chile, 1869.
- Poesías líricas, 1875.
- Exequias del candidato popular, 1876: poesía satírica alusiva a la candidatura presidencial de Benjamín Vicuña Mackenna.
- Hojas de otoño: poemas y poesías, 1878.
- Romancero colombiano: homenaje a la memoria del Libertador Simón Bolívar en su primer Centenario, 1883.
- Las dos hermanas: Recuerdos del Magdalena, 1884.